# Теторі Діксон
Теторі Елсі Діксон (англ. TeTori Elsie Dixon; нар. 4 серпня 1992, Бернсвіль, Дакота, Міннесота) — американська волейболістка, центральна блокувальниця. Чемпіонка світу. Переможниця Ліги націй і Всесвітнього гран-прі.

## Із біографії
У складі національної збірної виступала на чемпіонатах світу (2014, 2018), Розіграшах Ліги націй (2018, 2019, 2021, 2022), Кубка світу (2015, 2019), Всесвітнього гран-прі (2014, 2015, 2017), Всесвітнього кубка великих чемпіонів (2017). Визнавалася найкращою центральною блокувальницею Ліги націй 2018 року (разом з Едою Ердем).

## Клуби
| Роки      | Клуби                         |
| --------- | ----------------------------- |
| 2010—2013 | «Minnesota Golden Gophers»    |
| 2013—2015 | «Рабіта» (Баку)               |
| 2015—2017 | «Toray Arrows»                |
| 2017—2018 | «Саугелла» (Монца)            |
| 2018—2021 | «Beijing BAIC Motor» (Пекін)  |
| 2021—2022 | «Тюрк Хава Йоллари» (Стамбул) |
| 2022—2023 | «Болу Беледієспор»            |
| 2023—2024 | «Омаха Суперновас»            |
| 2024—     | «Солт-Лейк»                   |

## Досягнення
У збірній
Чемпіонат світу
- Перше місце (1): 2014

Ліга націй
- Перше місце (2): 2018, 2019

Всесвітнє гран-прі
- Перше місце (1): 2015

Кубок світу
- Друге місце (1): 2019
- Третє місце (1): 2015

Чемпіонат Північної Америки
- Перше місце (1): 2015
- Друге місце (1): 2019

Панамериканський кубок
- Друге місце (1): 2014

У клубах
Чемпіонат Азербайджану
- Перше місце (2): 2014, 2015

Чемпіонат Китаю
- Перше місце (1): 2019

Чемпіонат США
- Перше місце (1): 2024

## Статистика
Статистика виступів на чемпіонаті світу:
| Рік  | Турнір          | Ігри | Сети | Очки | Ср.  | Місце | Примітки |
| ---- | --------------- | ---- | ---- | ---- | ---- | ----- | -------- |
| 2014 | Чемпіонат світу | 13   | 42   | 64   | 1,52 | 1     |          |
| 2018 | Чемпіонат світу | 5    | 16   | 32   | 2    | 5     |          |